# Wilhelm Schauder
Wilhelm Schauder (* 2. November 1884 in Neiße in Oberschlesien; † 29. Oktober 1961 in Gießen) war ein deutscher Tierarzt und Hochschullehrer. Er war Nachfolger von Paul Martin am Veterinär-Anatomischen Institut der Universität Gießen.

## Leben und Wirken
Schauder studierte 1906–1910 an der Königl. Tierärztlichen Hochschule (TiHo) sowie der Friedrich-Wilhelms-Universität Berlin und wurde 1910 als Tierarzt approbiert. Es folgte eine  einjährige Tätigkeit als Assistent bzw. Repetitor (Oberassistent) am Pathologischen Institut der TiHo Berlin. 1912/13 studierte er Landwirtschaft an der Ludwigs-Universität Gießen und arbeitete hier von 1912 bis 1921 als Assistent, danach als Prosektor am Veterinär-Anatomischen Institut. Dabei erfolgten 1912 die Promotion zum Dr. med. vet. durch die Vereinigte Medizinische Fakultät und 1920 die Habilitation für Veterinär-Anatomie durch die inzwischen eigenständige Veterinärmedizinische Fakultät der Universität Gießen. Schauder wurde 1921 beamteter Prosektor im Range eines Privatdozenten und 1923 außerplanmäßiger außerordentlicher Professor an der Universität Gießen. 1926 erhielt er die Stelle eines planmäßigen außerordentlichen Professors für Veterinär-Histologie und Embryologie und Leiters des entsprechenden Instituts an der Veterinärmedizinischen Fakultät in Leipzig.
Bereits 1928 erfolgte der Ruf als ordentlicher Professor für Anatomie, Histologie und Entwicklungslehre sowie Direktor des Veterinär-Anatomischen Instituts an der Ludwigs-Universität Gießen. Dieses Amt führte er an der Veterinärmedizinischen Fakultät der 1946  Hochschule für Bodenkultur und Veterinärmedizin, ab 1950 Justus Liebig-Hochschule Gießen genannten Einrichtung aus. Er wurde am 1. April 1953 aus Altersgründen emeritiert und war bis 1. Mai 1954 mit der Verwaltung des Lehrstuhls für Veterinär-Anatomie beauftragt. Danach gab er noch Vorlesungen zu den Fachgebieten Einführung in das Studium der Veterinärmedizin, Tierärztliche Berufskunde sowie Geschichte der Tiermedizin.
Spezielle Arbeitsgebiete von Schauder waren: Funktionelle und angewandte Anatomie des Bewegungsapparates, dessen korrelative Morphogenese; Geschlechtsapparat, Haut, funktionelle vergleichende Placenta-Anatomie, Blut- und Lymphgefäße des Euters der Ziege, Teratologie (Lehre über die Ursachen von Fehlbildungen).

## Aufgaben und Ehrungen
- 1928–1954 Vorsitzender im Ausschuss für die Tierärztliche Vorprüfung an der Universität Gießen
- 1933 Dekan der Fakultät
- 1954 Ehrenpromotion zum Dr. rer. nat. h. c. durch die Naturwissenschaftliche Fakultät der Justus-Liebig-Hochschule Gießen
- 1954 Großes Bundesverdienstkreuz
- Ehrenmitglied der Oberhessischen Gesellschaft für Natur- und Heilkunde

## Werke
- Untersuchungen über die Eihäute  und Embryotrophe des Pferdes. Diss. Gießen, 1912.
- Lehrbuch der Anatomie der Haustiere / Bd. 4. Anatomie des Schweines, des Hundes und der Katze, 1912–23, 2. umgearb. Aufl. (An Stelle der 5. Aufl. des Franckschen Handbuches der Anatomie der Haustiere)
- Anatomische und metrische Untersuchungen über die Muskeln der Schultergliedmaße des Pferdes. Bergmann, München 1924; Zeitschrift für Anatomie und Entwicklungsgeschichte. Band 71, S. 559 bis 637 (Hochschulschrift: Gießen, Veterinär-med. Hab.-Schr., 1924)
- Blätter zur Berufskunde / Bd. 3. Berufe für Abiturienten / [Lfg. 45.] / Tierarzt. Bertelsmann, Bielefeld 1960, 2. Aufl.
- mit Paul Martin: Lehrbuch der Anatomie der Haustiere. Schickhardt & Ebner, Stuttgart 1935 (An Stelle d. 6. Aufl. des Franckschen Handbuches der Anatomie der Haustiere)
- Zur Geschichte der Veterinärmedizin an der Universität und Justus-Liebig-Hochschule Gießen. In: Ludwigs-Universität, Justus-Liebig-Hochschule: 1607–1957, Festschrift zur 350-Jahrfeier, Gießen 1957, S. 86–173;